# بداية شهر رمضان
بداية شهر رمضان أي أول أيام الشهر التاسع من السنة القمرية، أو كما تُسمّى بحسب التقويم الهجري «السنة الهجرية»، هو شهر قمري سمّاه العرب من قديم بشهر رمضان ويعتبر شهر مهم ومميّز عند المسلمين لارتباطه بشعيرة عظيمة من شعائر الإسلام ألا وهي الصوم، فيُعدّ الصيام في هذا الشهر أحد أركان الإسلام الخمسة، قد تُحدد بداية الشهر القمري فلكيًا «كما هو معتمد في بعض البلدان» أو من خلال الرؤية الشرعية للهلال، وتلك يجري تحريّها «بشروطٍ محددة» بعد غروب شمس اليوم 29 من الشهر القمري الجاري، ويكون شهر شعبان حينها، فإن ثبتت رؤية الهلال يُعلن أن الغد هو أول أيام شهر رمضان، وإن لم تثبت يُعلن أن الغد هو المتمم لشهر شعبان «اليوم 30» وبعد غد يكون أول أيام الشهر.
تعتبر لحظة توّلد الهلال للشهر الجديد ذاتها فلكيًا، لكن تختلف الرؤية باختلاف مكان الراصد ووقت غروب الشمس، وعليه تختلف البلدان حول العالم في تحديد بداية الشهر، من المتوقع فلكيًا أن يبدأ شهر رمضان للعام الهجري 1447 هـ يوم الخميس 19 فبراير 2026 .
ما يلي قائمة بأول أيام شهر رمضان بحسب إعلان الدول حول العالم للسنة الحالية والسنوات السابقة:

## 1446 (2025)
أول أيام شهر رمضان للعام الهجري 1446، 2025م:
السبت 1 مارس 2025
أفغانستان  ·  الأردن  ·  الإمارات  ·  البحرين  ·  الجزائر  ·  السنغال  ·  السودان  ·  الصومال  ·  العراق  ·  الكويت  ·  المملكة العربية السعودية  ·  النيجر  ·  اليمن  ·  أندونيسيا  ·  بوركينا فاسو  ·  تركيا  ·  تشاد  ·  تونس  ·  جيبوتي  ·  ساحل العاج  ·  سوريا  ·  سلطنة عُمان  ·  غامبيا  ·  فلسطين  ·  قطر  ·  لبنان  ·  ليبيا  ·  مالي  ·  مصر  ·  موريتانيا
الأحد 2 مارس 2025
المغرب  ·  الهند  ·  إيران  ·  باكستان  ·  بروناي  ·  بنغلادش  ·  غانا  ·  ماليزيا

## 1445 (2024)
أول أيام شهر رمضان للعام الهجري 1445، 2024م:
الإثنين 11 مارس 2024
الإمارات  ·  البحرين  ·  الجزائر  ·  السنغال  ·  السودان  ·  العراق  ·  الكويت  ·  المملكة العربية السعودية  ·  اليمن  ·  بوركينا فاسو  ·  تركيا  ·  تونس  ·  ساحل العاج  ·  سوريا  ·  غينيا بيساو  ·  فلسطين  ·  قطر  ·  لبنان  ·  مالي  ·  مصر  ·  موريتانيا  ·  نيجيريا
الثلاثاء 12 مارس 2024
الأردن  ·  ألبانيا  ·  المغرب  ·  الهند  ·  إندونيسيا  ·  إيران  ·  باكستان  ·  بروناي  ·  بنغلاديش  ·  سلطنة عُمان  ·  غانا  ·  كاميرون  ·  ليبيا  ·  ماليزيا

## 1444 (2023)
أول أيام شهر رمضان للعام الهجري 1444، 2023م:
الخميس 23 مارس 2023
الأردن  ·  الإمارات  ·  البحرين  ·  الجزائر  ·  السودان  ·  الصومال  ·  العراق  ·  الكويت  ·  المغرب  ·  المملكة العربية السعودية  ·  المملكة المتحدة  ·  النيجر  ·  اليمن  ·  إندونيسيا  ·  إيران  ·  باكستان  ·  بروناي  ·  تركيا  ·  تنزانيا  ·  تونس  ·  جيبوتي  ·  سوريا  ·  سلطنة عُمان  ·  فلسطين  ·  قطر  ·  لبنان  ·  ليبيا  ·  ماليزيا  ·  مصر  ·  موريتانيا  ·  نيجيريا
الجمعة 24 مارس 2023
الهند  ·  بنغلاديش

## 1443 (2022)
أول أيام شهر رمضان للعام الهجري 1443، 2022م:
السبت 2 أبريل 2022
أذربيجان  ·  أفغانستان  ·  الإمارات  ·  البحرين  ·  الجزائر  ·  السنغال  ·  السودان  ·  العراق  ·  الكويت  ·  المالديف  ·  المملكة العربية السعودية  ·  اليمن  ·  تركيا  ·  تونس  ·  ساحل العاج  ·  سوريا  ·  فلسطين  ·  قطر  ·  لبنان  ·  ليبيا  ·  مصر  ·  موريتانيا  ·  نيجيريا
الأحد 3 أبريل 2022
الأردن  ·  المغرب  ·  الهند  ·  إندونيسيا  ·  إيران  ·  باكستان  ·  بروناي  ·  بنغلاديش  ·  سلطنة عُمان  ·  غانا  ·  ماليزيا

## 1442 (2021)
أول أيام شهر رمضان للعام الهجري 1442، 2021م:
الثلاثاء 13 أبريل 2021
الأردن  ·  الإمارات  ·  البحرين  ·  الجزائر  ·  السودان  ·  العراق  ·  الكويت  ·  ألمانيا  ·  المملكة العربية السعودية  ·  اليمن  ·  إندونيسيا  ·  تركيا  ·  تونس  ·  سوريا  ·  فرنسا  ·  فلسطين  ·  قطر  ·  لبنان  ·  ليبيا  ·  ماليزيا  ·  مصر  ·  موريتانيا
الأربعاء 14 أبريل 2021
المغرب  ·  الهند  ·  إيران  ·  باكستان  ·  بروناي  ·  بنغلاديش  ·  سريلانكا  ·  سلطنة عُمان  ·  غانا  ·  نيبال

## 1441 (2020)
أول أيام شهر رمضان للعام الهجري 1441، 2020م:
الجمعة 24 أبريل 2020
 ·  الأردن  ·  الإمارات  ·  البحرين  ·  الجزائر  ·  العراق  ·  الكويت  ·  المملكة العربية السعودية  ·  اليمن  ·  إندونيسيا  ·  تركيا  ·  تونس  ·  سوريا  ·  فلسطين  ·  قطر  ·  لبنان  ·  ليبيا  ·  ماليزيا  ·  مصر  ·  موريتانيا  ·  نيجيريا
السبت 25 أبريل 2020
 ·  أستراليا  ·  السودان  ·  المغرب  ·  إيران  ·  باكستان  ·  بروناي  ·  بنغلاديش  ·  جنوب إفريقيا  ·  سريلانكا  ·  سلطنة عُمان  ·  غانا  ·  نيبال  ·  نيوزيلندا

## 1440 (2019)
أول أيام شهر رمضان للعام الهجري 1440، 2019م:
الأحد 05 مايو 2019
 ·  مالي
الإثنين 06 مايو 2019
 ·  الأردن  ·  الإمارات  ·  البحرين  ·  الجزائر  ·  السودان  ·  العراق  ·  الكويت  ·  المملكة العربية السعودية  ·  الولايات المتحدة  ·  اليابان  ·  اليمن  ·  إندونيسيا  ·  تركيا  ·  تونس  ·  سوريا  ·  غانا  ·  فلسطين  ·  قطر  ·  لبنان  ·  ليبيا  ·  ماليزيا  ·  مصر  ·  موريتانيا  ·  نيجيريا
الثلاثاء 07 مايو 2019
 ·  أستراليا  ·  المغرب  ·  الهند  ·  إيران  ·  باكستان  ·  بروناي  ·  بنغلاديش  ·  جنوب إفريقيا  ·  سريلانكا  ·  سلطنة عُمان  ·  نيبال

## 1439 (2018)
أول أيام شهر رمضان للعام الهجري 1439، 2018م:
الأربعاء 16 مايو 2018
 ·  البوسنة والهرسك  ·  النيجر  ·  تركيا  ·  ساحل العاج  ·  مالي  ·  مقدونيا
الخميس 17 مايو 2018
 ·  إسبانيا  ·  أستراليا  ·  الأردن  ·  الإمارات  ·  البحرين  ·  الجزائر  ·  السودان  ·  الصومال  ·  العراق  ·  الكويت  ·  المالديف  ·  المغرب  ·  المملكة العربية السعودية  ·  المملكة المتحدة  ·  الهند  ·  اليمن  ·  إندونيسيا  ·  إيران  ·  باكستان  ·  بروناي  ·  تنزانيا  ·  تونس  ·  جنوب إفريقيا  ·  سنغافورة  ·  سوريا  ·  سلطنة عُمان  ·  فلسطين  ·  قطر  ·  لبنان  ·  ليبيا  ·  ماليزيا  ·  مصر  ·  موريتانيا  ·  نيجيريا
الجمعة 18 مايو 2018
 ·  بنغلاديش  ·  سريلانكا

## 1438 (2017)
أول أيام شهر رمضان للعام الهجري 1438، 2017م:
السبت 27 مايو 2017
 ·  الأردن  ·  الإمارات  ·  البحرين  ·  الجزائر  ·  السنغال  ·  السودان  ·  الصومال  ·  العراق  ·  الكويت  ·  المغرب  ·  المملكة العربية السعودية  ·  اليمن  ·  إندونيسيا  ·  إيران  ·  بروناي  ·  تركيا  ·  تونس  ·  سريلانكا  ·  سوريا  ·  سلطنة عُمان  ·  فلسطين  ·  قطر  ·  لبنان  ·  ليبيا  ·  ماليزيا  ·  مصر  ·  موريتانيا  ·  نيجيريا
الأحد 28 مايو 2017
 ·  الهند  ·  باكستان  ·  بنغلاديش

## 1437 (2016)
أول أيام شهر رمضان للعام الهجري 1437، 2016م:
الإثنين 06 يونيو 2016
 ·  الأردن  ·  الإمارات  ·  البحرين  ·  الجزائر  ·  السودان  ·  الصومال  ·  العراق  ·  الكويت  ·  المملكة العربية السعودية  ·  اليمن  ·  إندونيسيا  ·  تركيا  ·  تونس  ·  سوريا  ·  فلسطين  ·  قطر  ·  لبنان  ·  ليبيا  ·  ماليزيا  ·  مصر  ·  موريتانيا
الثلاثاء 07 يونيو 2016
 ·  المغرب  ·  الهند  ·  إيران  ·  باكستان  ·  بروناي  ·  بنغلاديش  ·  سريلانكا  ·  سلطنة عُمان

## 1436 (2015)
أول أيام شهر رمضان للعام الهجري 1436، 2015م:
الأربعاء 17 يونيو 2015
 ·  ليبيا
الخميس 18 يونيو 2015
 ·  الأردن  ·  الإمارات  ·  البحرين  ·  السودان  ·  العراق  ·  الكويت  ·  المغرب  ·  المملكة العربية السعودية  ·  الولايات المتحدة  ·  اليابان  ·  اليمن  ·  إندونيسيا  ·  إيران  ·  بروناي  ·  تركيا  ·  تنزانيا  ·  تونس  ·  جنوب إفريقيا  ·  سوريا  ·  سلطنة عُمان  ·  غانا  ·  فلسطين  ·  قطر  ·  لبنان  ·  ماليزيا  ·  مصر  ·  نيجيريا
الجمعة 19 يونيو 2015
 ·  الهند  ·  باكستان  ·  بنغلاديش  ·  سريلانكا
السبت 20 يونيو 2015
 ·  غانا

## 1435 (2014)
أول أيام شهر رمضان للعام الهجري 1435، 2014م:
السبت 28 يونيو 2014
 ·  اليمن  ·  تركيا  ·  ساحل العاج  ·  غانا  ·  نيجيريا
الأحد 29 يونيو 2014
 ·  إسبانيا  ·  أستراليا  ·  الأردن  ·  الإمارات  ·  البحرين  ·  الجزائر  ·  السودان  ·  العراق  ·  الكويت  ·  المغرب  ·  المملكة العربية السعودية  ·  إندونيسيا  ·  إيران  ·  بروناي  ·  تونس  ·  جنوب إفريقيا  ·  سريلانكا  ·  سوريا  ·  سلطنة عُمان  ·  فلسطين  ·  قطر  ·  لبنان  ·  ليبيا  ·  مصر
الإثنين 30 يونيو 2014
 ·  الهند  ·  باكستان

## 1434 (2013)
أول أيام شهر رمضان للعام الهجري 1434، 2013م:
الثلاثاء 09 يوليو 2013
 ·  تركيا
الأربعاء 10 يوليو 2013
 ·  الأردن  ·  الإمارات  ·  البحرين  ·  الجزائر  ·  السنغال  ·  السودان  ·  الفليبين  ·  الكويت  ·  المغرب  ·  المملكة العربية السعودية  ·  المملكة المتحدة  ·  اليمن  ·  إندونيسيا  ·  أنغولا  ·  إيران  ·  بروناي  ·  بوتسوانا  ·  تونس  ·  جنوب إفريقيا  ·  زمبابوي  ·  سنغافورة  ·  سوازيلند  ·  سوريا  ·  سلطنة عُمان  ·  غانا  ·  فلسطين  ·  قطر  ·  لبنان  ·  ليبيا  ·  ليسوتو  ·  مالاوي  ·  ماليزيا  ·  مصر  ·  موريتانيا  ·  موزمبيق  ·  ناميبيا  ·  نيجيريا
الخميس 11 يوليو 2013
 ·  باكستان

## 1433 (2012)
أول أيام شهر رمضان للعام الهجري 1433، 2012م:
الجمعة 20 يوليو 2012
 ·  الأردن  ·  الإمارات  ·  البحرين  ·  الجزائر  ·  السودان  ·  الكويت  ·  المملكة العربية السعودية  ·  اليمن  ·  تركيا  ·  تونس  ·  غانا  ·  فلسطين  ·  قطر  ·  لبنان  ·  ليبيا  ·  مصر  ·  نيجيريا
السبت 21 يوليو 2012
 ·  العراق  ·  المغرب  ·  الهند  ·  اليابان  ·  إندونيسيا  ·  إيران  ·  باكستان  ·  بروناي  ·  جنوب إفريقيا  ·  سوريا  ·  سلطنة عُمان  ·  كينيا  ·  ماليزيا  ·  موريتانيا

## 1432 (2011)
أول أيام شهر رمضان للعام الهجري 1432، 2011م:
الإثنين 01 أغسطس 2011
 ·  الأردن  ·  الإمارات  ·  البحرين  ·  الجزائر  ·  السودان  ·  العراق  ·  الكويت  ·  المملكة العربية السعودية  ·  المملكة المتحدة  ·  الولايات المتحدة  ·  اليمن  ·  إندونيسيا  ·  تايلندا  ·  تنزانيا  ·  جنوب إفريقيا  ·  سوريا  ·  سلطنة عُمان  ·  فلسطين  ·  قطر  ·  كينيا  ·  لبنان  ·  ليبيا  ·  ماليزيا  ·  مصر  ·  نيجيريا
الثلاثاء 02 أغسطس 2011
 ·  أستراليا  ·  المغرب  ·  إيران  ·  بروناي  ·  بنغلاديش

## 1431 (2010)
أول أيام شهر رمضان للعام الهجري 1431، 2010م:
الأربعاء 11 أغسطس 2010
 ·  الأردن  ·  الإمارات  ·  البحرين  ·  الجزائر  ·  السودان  ·  العراق  ·  الكويت  ·  ألمانيا  ·  المملكة العربية السعودية  ·  النرويج  ·  الولايات المتحدة  ·  اليمن  ·  إندونيسيا  ·  تركيا  ·  تونس  ·  سوريا  ·  فلسطين  ·  قطر  ·  كوريا الجنوبية  ·  لبنان  ·  ليبيا  ·  ماليزيا  ·  نيجيريا
الخميس 12 أغسطس 2010
 ·  السنغال  ·  المغرب  ·  المملكة المتحدة  ·  الهند  ·  إيران  ·  باكستان  ·  بنغلاديش  ·  تنزانيا  ·  جنوب إفريقيا  ·  سريلانكا  ·  سلطنة عُمان  ·  غانا  ·  موريتانيا

## 1430 (2009)
أول أيام شهر رمضان للعام الهجري 1430، 2009م:
الجمعة 21 أغسطس 2009
 · ليبيا  · تركيا  · كوسوفو  · مقدونيا  · رومانيا  · البوسنة والهرسك  · صربيا  · بلغاريا  · الجبل الأسود  · ألبانيا
السبت 22 أغسطس 2009
 · بروناي  · إندونيسيا  · الصين  · الفلبين  · اليابان  · سنغافورة  · المملكة العربية السعودية  · البحرين  · قطر  · الكويت  · الإمارات  · اليمن  · العراق  · الأردن  · فلسطين  · لبنان  · سوريا  · مصر  · السودان  · الصومال  · الجزائر  · تونس  · موريتانيا  · نيجيريا  · فرنسا  · هولندا  · سويسرا  · التشيك  · إيطاليا  · المجر  · بلجيكا  · إسبانيا  · السويد  · المملكة المتحدة  · الولايات المتحدة الأمريكية  · أستراليا  · إيران  · سلطنة عُمان  · المغرب  · السنغال  · غانا  · تنزانيا
الأحد 23 أغسطس 2009
 · بنغلاديش  · الهند  · باكستان

## 1429 (2008)
أول أيام شهر رمضان للعام الهجري 1429، 2008م:
الأحد 31 أغسطس 2008
 · ليبيا  · نيجيريا
الاثنين 01 سبتمبر 2008
 · المملكة العربية السعودية  · الإمارات  · قطر  · البحرين  · الكويت  · العراق  · اليمن  · فلسطين  · لبنان  · سوريا  · مصر  · السودان  · الولايات المتحدة الأمريكية «الجمعية الإسلامية لأمريكا الشمالية»  · أستراليا  · إندونيسيا  · ماليزيا  · كوريا  · الأردن  · الصومال  · تونس  · الجزائر  · كينيا  · جنوب إفريقيا  · البوسنة والهرسك  · المملكة المتحدة  · النرويج
الثلاثاء 02 سبتمبر 2008
 · بروناي  · بنغلاديش  · الهند  · باكستان  · إيران  · سلطنة عُمان  · المغرب  · موريتانيا  · السنغال  · تنزانيا  · الولايات المتحدة الأمريكية «الدائرة الإسلامية لأمريكا الشمالية»  · ترينيداد وتوباغو